# Großer Preis der Niederlande 1969
Der Große Preis der Niederlande 1969 (offiziell XVII Grote Prijs van Nederland) fand am 21. Juni auf dem Circuit Park Zandvoort in Zandvoort statt und war das vierte Rennen der Automobil-Weltmeisterschaft 1969.

## Berichte

### Hintergrund

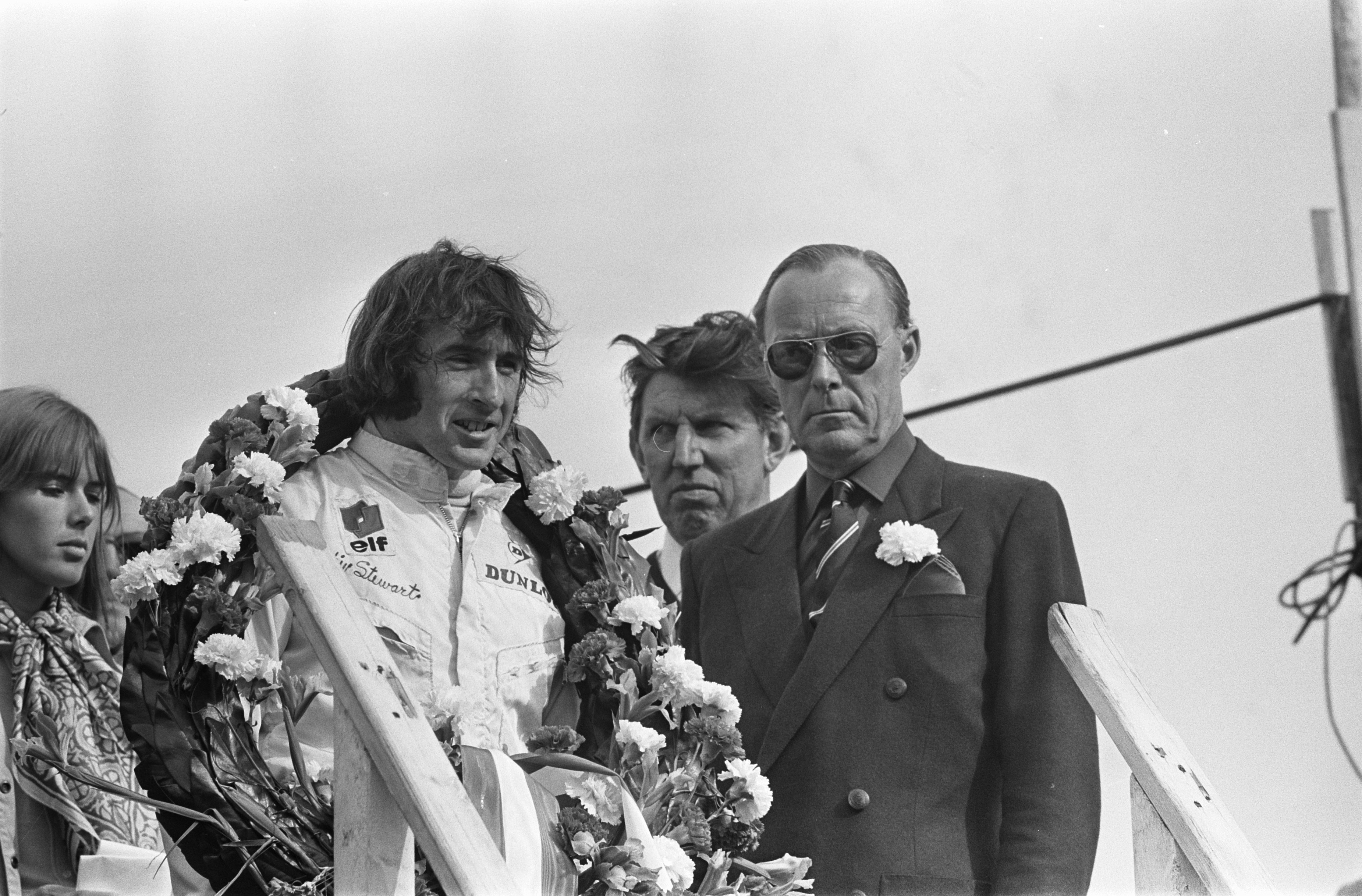
Jackie Stewart mit Prinz Bernhard der Niederlande bei der Siegerehrung

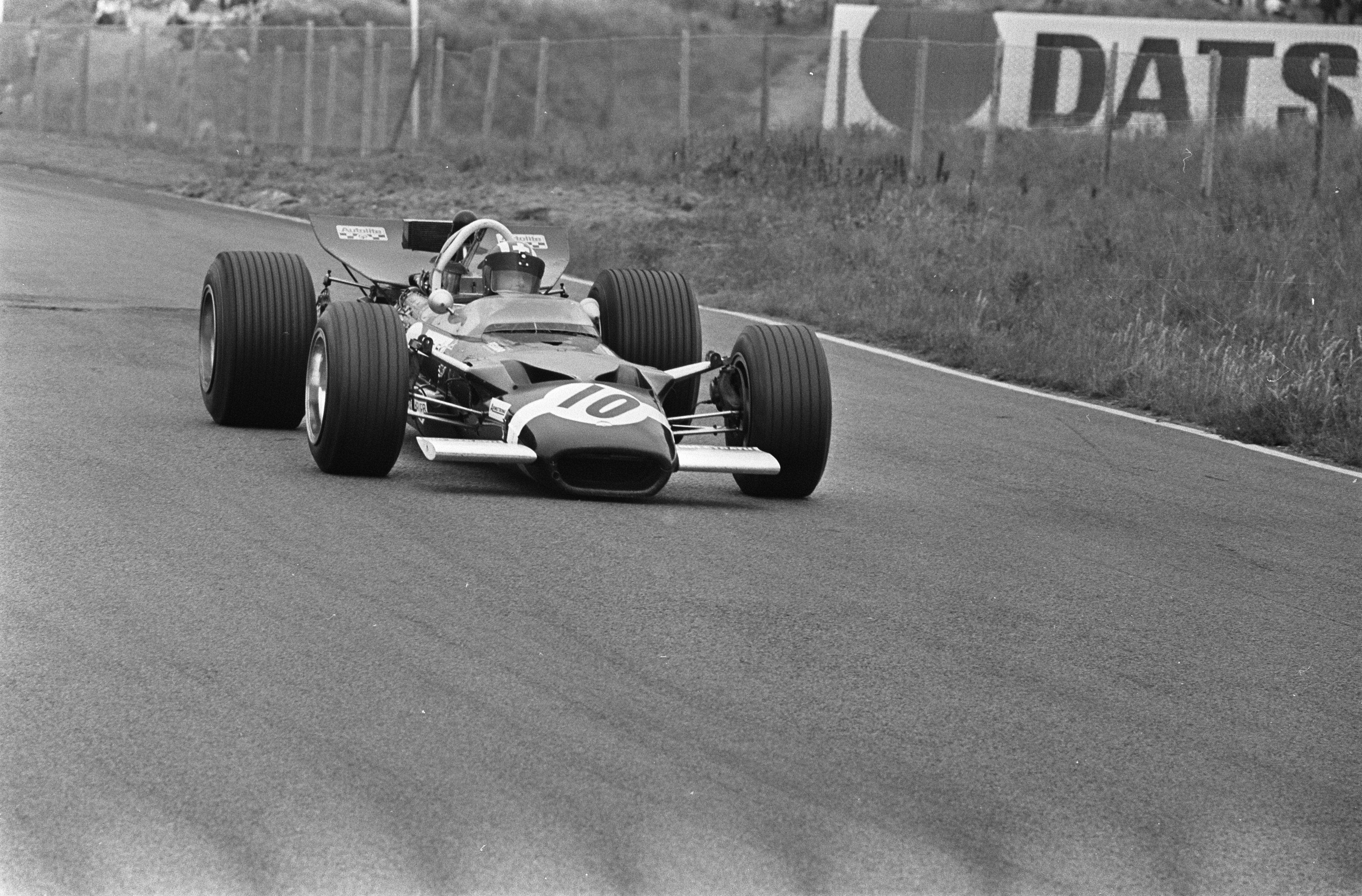
Jo Siffert auf dem Weg zum zweiten Gesamtrang

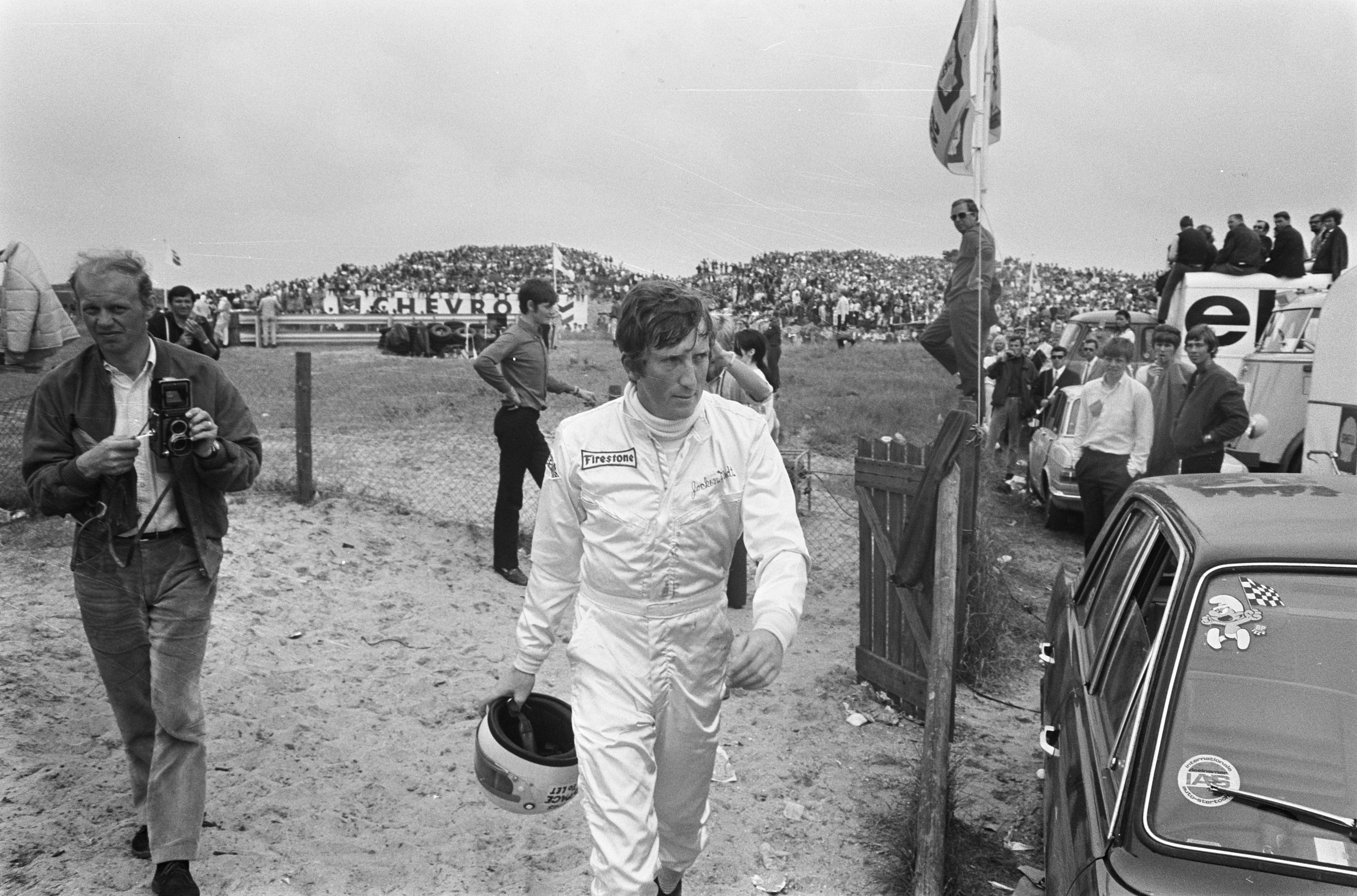
Jochen Rindt nach seinem Ausfall

Aufgrund von Sicherheitsbedenken seitens der Grand Prix Drivers’ Association gegenüber der Rennstrecke in Spa-Francorchamps war der eigentlich für die Saison 1969 vorgesehene Große Preis von Belgien abgesagt worden. Demzufolge lag eine fünfwöchige Pause zwischen dem Monaco-GP und dem folgenden WM-Lauf.
Einige Konstrukteure hatten diese Zeitspanne genutzt, um nach dem Verbot der hohen Heckflügel neue Varianten aerodynamischer Hilfsmittel zu entwickeln. So traten einige Fahrzeuge mit Flügeln an, die direkt an der Karosserie montiert waren. Dies stand mit den neuen Regeln im Einklang und wurde fortan zur gängigen Bauform für Front- und Heckflügel. Zudem experimentierten die Teams Matra und Lotus mit allradgetriebenen Wagen. Jackie Stewart testete den Matra MS84 und Graham Hill den Lotus 63 während des Trainings. Fürs Rennen qualifizierten sich beide jedoch mit ihren herkömmlichen heckgetriebenen Wagen.
Auch B.R.M. brachte mit dem P139 eine Neuentwicklung mit nach Zandvoort, die von John Surtees im Training gefahren und für noch nicht ausgereift befunden wurde.
Das Privatteam Antique Automobiles setzte anstatt des Cooper T86 einen moderneren McLaren M7A ein. Der Cooper hatte sich als nicht mehr konkurrenzfähig erwiesen und war in Monaco nur aufgrund der hohen Ausfallrate der Konkurrenz in die Nähe der Punkteränge gekommen.
In aller Munde war an diesem Wochenende die Nachricht, dass Ferrari eine Zusammenarbeit mit der Fiat S.p.A. in die Wege geleitet hatte. Daher wurde prophezeit, dass das in dieser Saison bisher eher unspektakulär auftretende Rennteam aufgrund der nun verbesserten finanziellen Situation fortan wieder konkurrenzfähiger werden dürfte.

### Training
Der von seiner Verletzung, die er sich beim Spanien-GP zugezogen hatte, genesene Lotus-Stammfahrer Jochen Rindt fuhr die schnellste Trainingszeit und blieb dabei als einziger Fahrer unter 1:21 Minuten. Neben ihm qualifizierten sich Stewart und Hill für die erste Startreihe. Chris Amon und Jacky Ickx teilten sich die zweite Reihe.

### Rennen
Hill übernahm zunächst die Spitzenposition, die Rindt als Zweitplatzierter zu einer Lotus-Doppelführung ausbaute. Es folgten Stewart und Amon vor dem sehr gut gestarteten Denis Hulme. In der dritten Runde überholte Rindt seinen Teamkollegen Hill. Wenig später gelang dies auch Stewart. Dieser kam in Runde 17 kampflos in die Spitzenposition, da Rindt aufgrund eines mechanischen Defektes ausfiel. Jo Siffert, der sich zwischenzeitlich bis auf Rang drei vorgekämpft hatte, gelangte durch Rindts Ausfall auf Rang zwei.
Dadurch, dass Hill plötzlich aufgrund von Handlingproblemen die Box ansteuerte, ergab sich in den letzten Runden zwischen Hulme, Amon, Ickx und Jack Brabham ein spannender Wettkampf um den dritten Platz. Dieser zog die Aufmerksamkeit der Zuschauer auf sich, sodass der ungefährdete Sieg von Jackie Stewart fast nur am Rande registriert wurde.

## Meldeliste
| Team                          | Nr. | Fahrer               | Chassis            | Motor                    | Reifen |
| ----------------------------- | --- | -------------------- | ------------------ | ------------------------ | ------ |
| Gold Leaf Team Lotus          | 01  | Graham Hill          | Lotus 63           | Ford Cosworth DFV 3.0 V8 | F      |
| Gold Leaf Team Lotus          | 01  | Graham Hill          | Lotus 49B          | Ford Cosworth DFV 3.0 V8 | F      |
| Gold Leaf Team Lotus          | 02  | Jochen Rindt         | Lotus 49B          | Ford Cosworth DFV 3.0 V8 | F      |
| Matra International (Tyrrell) | 04  | Jackie Stewart       | Matra MS84         | Ford Cosworth DFV 3.0 V8 | D      |
| Matra International (Tyrrell) | 04  | Jackie Stewart       | Matra MS80         | Ford Cosworth DFV 3.0 V8 | D      |
| Matra International (Tyrrell) | 05  | Jean-Pierre Beltoise | Matra MS80         | Ford Cosworth DFV 3.0 V8 | D      |
| Bruce McLaren Motor Racing    | 06  | Bruce McLaren        | McLaren M7C        | Ford Cosworth DFV 3.0 V8 | G      |
| Bruce McLaren Motor Racing    | 07  | Denis Hulme          | McLaren M7A        | Ford Cosworth DFV 3.0 V8 | G      |
| Scuderia Ferrari SpA SEFAC    | 08  | Chris Amon           | Ferrari 312 (1969) | Ferrari 255C 3.0 V12     | F      |
| Rob Walker Racing Team        | 09  | Jo Siffert           | Lotus 49B          | Ford Cosworth DFV 3.0 V8 | F      |
| Motor Racing Developments     | 10  | Jack Brabham         | Brabham BT26A      | Ford Cosworth DFV 3.0 V8 | G      |
| Motor Racing Developments     | 11  | Jacky Ickx           | Brabham BT26A      | Ford Cosworth DFV 3.0 V8 | G      |
| Owen Racing Organisation      | 12  | John Surtees         | BRM P139           | BRM P142 3.0 V12         | D      |
| Owen Racing Organisation      | 14  | John Surtees         | BRM P138           | BRM P142 3.0 V12         | D      |
| Owen Racing Organisation      | 15  | Jackie Oliver        | BRM P133           | BRM P142 3.0 V12         | D      |
| Frank Williams Racing Cars    | 16  | Piers Courage        | Brabham BT26A      | Ford Cosworth DFV 3.0 V8 | D      |
| Silvio Moser Racing Team      | 17  | Silvio Moser         | Brabham BT24       | Ford Cosworth DFV 3.0 V8 | G      |
| Antique Automobiles           | 18  | Vic Elford           | McLaren M7A        | Ford Cosworth DFV 3.0 V8 | G      |

Anmerkungen
1. 1 2 3  Die mit einem "T" hinter der Startnummer versehenen Fahrzeuge wurden von ihren jeweiligen Fahrern nur im Training benutzt.

## Klassifikationen

### Startaufstellung
| Pos. | Fahrer               | Konstrukteur | Zeit    | Ø-Geschwindigkeit | Start |
| ---- | -------------------- | ------------ | ------- | ----------------- | ----- |
| 01   | Jochen Rindt         | Lotus-Ford   | 1:20,85 | 185,143 km/h      | 01    |
| 02   | Jackie Stewart       | Matra-Ford   | 1:21,14 | 184,481 km/h      | 02    |
| 03   | Graham Hill          | Lotus-Ford   | 1:22,01 | 182,524 km/h      | 03    |
| 04   | Chris Amon           | Ferrari      | 1:22,69 | 181,023 km/h      | 04    |
| 05   | Jacky Ickx           | Brabham-Ford | 1:22,85 | 180,674 km/h      | 05    |
| 06   | Bruce McLaren        | McLaren-Ford | 1:22,87 | 180,630 km/h      | 06    |
| 07   | Denis Hulme          | McLaren-Ford | 1:23,07 | 180,195 km/h      | 07    |
| 08   | Jack Brabham         | Brabham-Ford | 1:23,10 | 180,130 km/h      | 08    |
| 09   | Piers Courage        | Brabham-Ford | 1:23,36 | 179,568 km/h      | 09    |
| 10   | Jo Siffert           | Lotus-Ford   | 1:23,94 | 178,327 km/h      | 10    |
| 11   | Jean-Pierre Beltoise | Matra-Ford   | 1:24,44 | 177,271 km/h      | 11    |
| 12   | John Surtees         | B.R.M.       | 1:25,07 | 175,959 km/h      | 12    |
| 13   | Jackie Oliver        | B.R.M.       | 1:25,11 | 175,876 km/h      | 13    |
| 14   | Silvio Moser         | Brabham-Ford | 1:26,50 | 173,050 km/h      | 14    |
| 15   | Vic Elford           | McLaren-Ford | 1:28,47 | 169,196 km/h      | 15    |

### Rennen
| Pos. | Fahrer               | Konstrukteur | Runden | Stopps | Zeit       | Start | Schnellste Runde |
| ---- | -------------------- | ------------ | ------ | ------ | ---------- | ----- | ---------------- |
| 01   | Jackie Stewart       | Matra-Ford   | 90     | 0      | 2:06:42,08 | 02    | 1:22,94 (05.)    |
| 02   | Jo Siffert           | Lotus-Ford   | 90     | 0      | + 24,52    | 10    | 1:23,33          |
| 03   | Chris Amon           | Ferrari      | 90     | 0      | + 30,51    | 04    | 1:22,97          |
| 04   | Denis Hulme          | McLaren-Ford | 90     | 0      | + 37,16    | 07    | 1:23,62          |
| 05   | Jacky Ickx           | Brabham-Ford | 90     | 0      | + 37,67    | 05    | 1:23,19          |
| 06   | Jack Brabham         | Brabham-Ford | 90     | 0      | + 1:10,81  | 08    | 1:24,10          |
| 07   | Graham Hill          | Lotus-Ford   | 88     | 1      | + 2 Runden | 03    | 1:23,66          |
| 08   | Jean-Pierre Beltoise | Matra-Ford   | 87     | 0      | + 3 Runden | 11    | 1:24,99          |
| 09   | John Surtees         | B.R.M.       | 87     | 0      | + 3 Runden | 12    | 1:26,52          |
| 10   | Vic Elford           | McLaren-Ford | 84     | 0      | + 6 Runden | 15    | 1:28,65          |
| –    | Silvio Moser         | Brabham-Ford | 54     | 0      | DNF        | 14    | 1:26,23          |
| –    | Bruce McLaren        | McLaren-Ford | 24     | 0      | DNF        | 06    | 1:24,56          |
| –    | Jochen Rindt         | Lotus-Ford   | 16     | 0      | DNF        | 01    | 1:22,96          |
| –    | Piers Courage        | Brabham-Ford | 12     | 0      | DNF        | 09    | 1:26,93          |
| –    | Jackie Oliver        | B.R.M.       | 9      | 0      | DNF        | 13    | 1:26,91          |

## WM-Stände nach dem Rennen
Die ersten sechs des Rennens bekamen 9, 6, 4, 3, 2, 1 Punkt(e). Die besten fünf Ergebnisse der ersten sechs und die besten vier der letzten fünf Rennen zählten zur Meisterschaft. In der Konstrukteurswertung zählten dabei nur die Punkte des bestplatzierten Fahrers eines Teams.

### Fahrerwertung
| Pos. | Fahrer               | Konstrukteur | Punkte |
| ---- | -------------------- | ------------ | ------ |
| 01   | Jackie Stewart       | Matra-Ford   | 27     |
| 02   | Graham Hill          | Lotus-Ford   | 15     |
| 03   | Joseph Siffert       | Lotus-Ford   | 13     |
| 04   | Denis Hulme          | McLaren-Ford | 11     |
| 05   | Bruce McLaren        | McLaren-Ford | 10     |
| 06   | Piers Courage        | Brabham-Ford | 6      |
| 07   | Jean-Pierre Beltoise | Matra-Ford   | 5      |
| 08   | Chris Amon           | Ferrari      | 4      |
| 09   | Richard Attwood      | Lotus-Ford   | 3      |
| 10   | Jacky Ickx           | Brabham-Ford | 3      |
| 11   | John Surtees         | B.R.M.       | 2      |

| Pos. | Fahrer           | Konstrukteur                   | Punkte |
| ---- | ---------------- | ------------------------------ | ------ |
| 12   | Jack Brabham     | Brabham-Ford                   | 1      |
| 13   | Jackie Oliver    | B.R.M.                         | 0      |
| 14   | Vic Elford       | McLaren-Ford / Cooper-Maserati | 0      |
| 15   | Sam Tingle       | Brabham-Repco                  | 0      |
| –    | Peter de Klerk   | Brabham-Repco                  | 0      |
| –    | Jochen Rindt     | Lotus-Ford                     | 0      |
| –    | Pedro Rodríguez  | B.R.M.                         | 0      |
| –    | Mario Andretti   | Lotus-Ford                     | 0      |
| –    | John Love        | Lotus-Ford                     | 0      |
| –    | Basil van Rooyen | McLaren-Ford                   | 0      |
| –    | Silvio Moser     | Brabham-Ford                   | 0      |

### Konstrukteurswertung
| Pos. | Konstrukteur | Punkte |
| ---- | ------------ | ------ |
| 01   | Matra-Ford   | 27     |
| 03   | Lotus-Ford   | 21     |
| 02   | McLaren-Ford | 15     |
| 04   | Brabham-Ford | 9      |

| Pos. | Konstrukteur    | Punkte |
| ---- | --------------- | ------ |
| 05   | Ferrari         | 4      |
| 06   | B.R.M.          | 2      |
| 07   | Cooper-Maserati | 0      |
| 08   | Brabham-Repco   | 0      |